# Canton (Ohio)
Canton je město v okresu Stark County ve státě Ohio ve Spojených státech amerických. Nachází se asi 97 kilometrů jižně od Clevelandu a 32 kilometrů jižně od Akronu. Je osmým nejlidnatějším městem ve státě Ohio.
K roku 2020 zde žilo 70 872 obyvatel. S celkovou rozlohou 68 km² byla hustota zalidnění 1 038 obyvatel na km². Založeno bylo v roce 1805 a pojmenováno bylo po městě Kanton v Číně. Ve městě žil většinu života americký prezident William McKinley. Ve městě působí deník The Repository a sídlí zde Canton Museum of Art.